# Dealurile Clujului de Est
Dealurile Clujului de Est (arie naturală) este un sit de importanță comunitară (SCI) desemnat în scopul protejării biodiversității și menținerii într-o stare de conservare favorabilă a florei spontane și faunei sălbatice, precum și a habitatelor naturale de interes comunitar aflate în arealul zonei protejate. Acesta este situat în nord-vestul Transilvaniei, pe teritoriul județului Cluj.

## Localizare
Aria naturală este situată în partea central-nordică a județului Cluj, pe teritoriile administrative ale comunelor Apahida, Bonțida, Borșa, Chinteni și Dăbâca și pe cel al municipiului Cluj Napoca. Aceasta este străbătută de drumul județean DJ109, care leagă satul Vultureni de drumul național DN1C, la Răscruci.

## Înființare
Zona a fost declarată sit de importanță comunitară prin Ordinul nr. 2.387 din 29 septembrie 2011 (pentru modificarea Ordinului ministrului mediului și dezvoltării durabile nr. 1.964/2007 privind instituirea regimului de arie naturală protejată a siturilor de importanță comunitară, ca parte integrantă a rețelei ecologice europene Natura 2000 în România) și se întinde pe o suprafață de 19.622,9 hectare.
Situl reprezintă o zonă naturală (păduri în tranziție, păduri caducifoliate, tufișuri, tufărișuri, pajiști stepice, pajiști seminaturale umede, pajiști ameliorate, culturi cerealiere excesive, terenuri arabile, livezi, cursuri de apă, lacuri, mlaștini, turbării, căi de comunicație, zone urbane și rurale) încadrată în bioregiunea continentală a Podișului Someșan (subunitatea geomorfologică a nord-vestului Depresiuni colinare a Transilvaniei); ce adăpostește specii de faună sălbatică protejată și o gamă vegetală diversă, caracteristică habitatelor continentale stepice.

## Biodiversitate
Aria protejată dispune de șase tipuri de habitate naturale de interes comunitar; astfel: Păduri dacice de stejar si carpen; Tufărișuri subcontinentale peri-panonice, Pajiști stepice subpanonice; Pajiști de altitudine joasă; Pajiști și mlaștini sărăturate panonice și ponto-sarmatice și Pajiști cu Molinia pe soluri calcaroase, turboase sau argiloase.

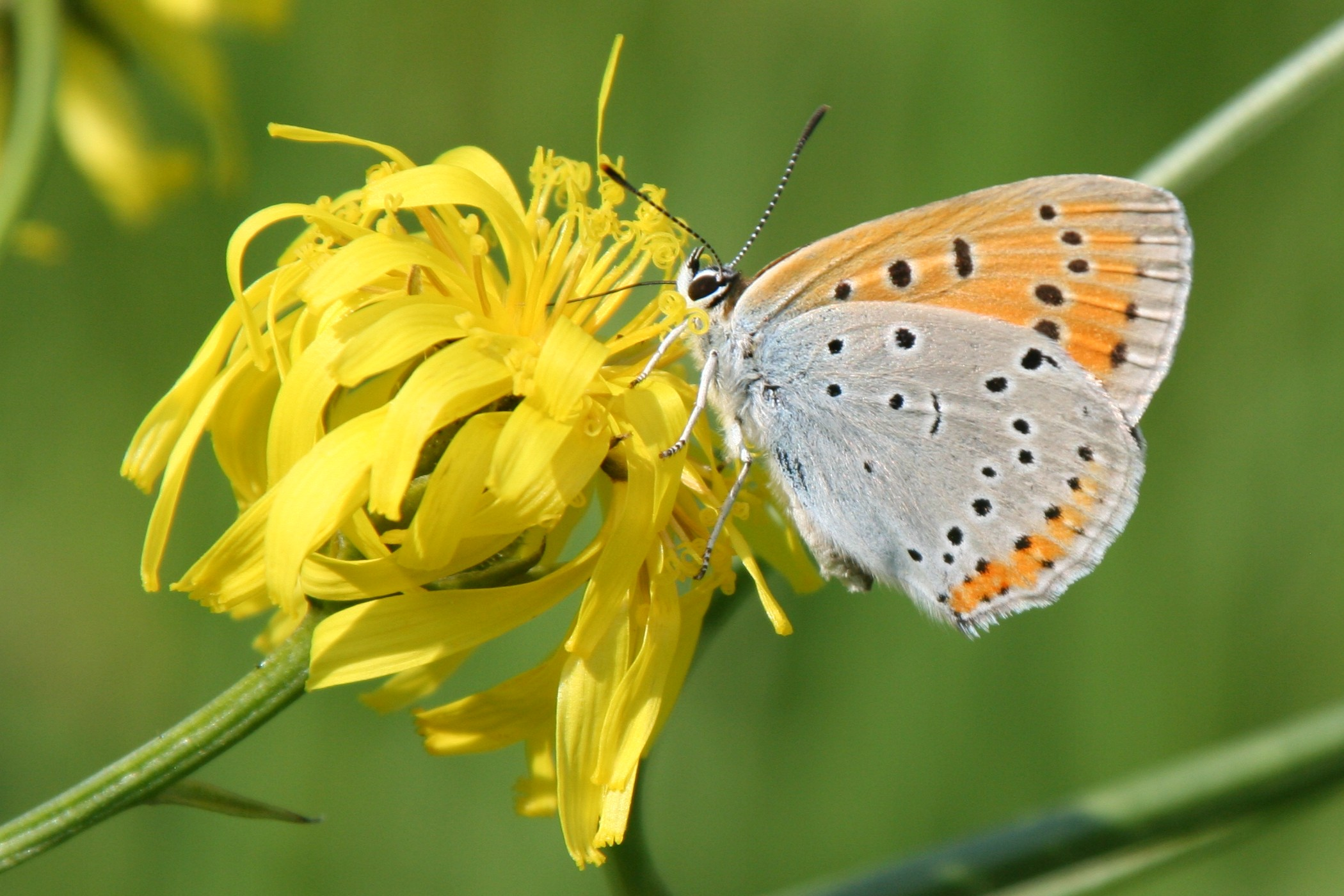
Fluturele purpuriu (Lycaena dispar))

La baza desemnării sitului se află mai multe specii faunistice (mamifere, reptile, amfibieni, insecte) enumerate în anexa I-a a Directivei Consiliului European 92/43/CE din 21 mai 1992 (privind conservarea habitatelor naturale și a speciilor de faună și floră sălbatică) sau aflate pe lista roșie a IUCN; printre care: șoarecele săritor de stepă (Sicista subtilis), liliacul mare cu potcoavă (Rhinolophus ferrumequinum), vipera de fâneață (Vipera ursinii rakosiensis), țestoasa de baltă (Emys orbicularis),  ivorașul-cu-burta-galbenă (Bombina variegata), buhaiul de baltă cu burta roșie (Bombina bombina), tritonul comun transilvănean (Triturus vulgaris ampelensis), tritonul cu creastă (Triturus cristatus), croitorul-marmorat (Pilemia tigrina); precum și nouă specii de fluturi: Lycaena dispar (fluturele purpuriu), Cucullia mixta, Callimorpha quadripunctaria (fluturele-tigru), Catopta thrips (fluturele de stepă), Nymphalis vaualbum (fluturele țestos), Pseudophilotes bavius, Leptidea morsei (fluturele de muștar), Maculinea nausithous (fluturele albastru) și Maculinea teleius (fluturașul albastru cu puncte negre).
Printre speciile de plante semnalate în arealul sitului se află câteva rarități floristice protejate la nivel european prin aceeași Directivă CE 92/43/CE din 21 mai 1992; astfel: stânjenelul sălbatic de stepă (Iris aphylla ssp. hungarica), capul-șarpelui (Echium russicum), gălbinare (Serratula lycopifolia), sisinei (Pulsatilla patens), sau târtan (Crambe tataria). 

## Căi de acces
- Drumul național DN1C pe ruta: Cluj Napoca - Apahida - Răscruci - drumul județean DJ109, în direcția Vultureni.

## Monumente și atracții turistice
În vecinătatea sitului se află câteva obiective de interes istoric, cultural și turistic; astfel:
- Biserica de lemn „Sfinții Arhangheli Mihail și Gavriil” din Apahida, construcție 1806, monument istoric.i
- Biserica „Sfinții Arhangheli Mihail și Gavriil” din Feiurdeni ridicată între anii 1927-1938, monument istoric.
- Biserica de lemn din Săliștea Veche, construcție secolul al XVIII-lea, monument istoric.
- Biserica romano-catolică „Toți Sfinții” din Chinteni, construcție 1796, monument istoric.
- Biserica de lemn din Săliștea Veche, construcție secolul al XVIII-lea, monument istoric.
- Biserica de lemn din Vechea, construcție 1726, monument istoric.
- Biserica reformat-calvină din Bonțida construită în secolul al XVII-lea, cu refaceri ulterioare și cu amvon din 1720 (monument istoric).
- Lăcașuri de cult, muzee, monumente și clădiri istorice din municipiul Cluj Napoca.
- Aeroclubul "Traian Dârjan" din Dezmir.
- Zona piscicolă de agrement Câmpenești.
- Cetatea Dăbâca
- Conacul Rhedy de la Dăbâca, construcție secolul al XVIII-lea, monument istoric.
- Castelul Teleki din Luna de Jos, construcție secolul al XVIII-lea, monument istoric.
- Conacul Dujardin din Coasta, construcție sec. XVIII-XIX, monument istoric.
- Castelul Bánffy de la Bonțida construit în 1652, modificat în stil baroc după 1750 și adăugarea unui nou corp în 1850, monument istoric.